# Schrankia nokowula
Schrankia nokowula là một loài bướm đêm trong họ Erebidae.